# The Judgement
The Judgement — шестой студийный альбом немецкой метал-группы Scanner, выпущенный 23 января 2015 года на лейбле Massacre Records. Первый студийный альбом с полностью обновленным составом.

## Об альбоме
Запись и микширование альбома осуществлялась в 2014 году и длилась в период с марта по май. Сведение альбома производилось в сентябре 2014-го, в Хельсинки, Финляндия.

## Список композиций
Тексты и музыка всех песен написаны Акселем Юлиусом, кроме Nevermore, где текст написан в соавторстве с E.A.Poe.
| №                   | Название             | Длительность |
| ------------------- | -------------------- | ------------ |
| 1.                  | «Intro»              | 0:50         |
| 2.                  | «F.T.B.»             | 4:02         |
| 3.                  | «Nevermore»          | 5:55         |
| 4.                  | «Warlord»            | 5:20         |
| 5.                  | «Eutopia»            | 6:13         |
| 6.                  | «The Judgement»      | 5:12         |
| 7.                  | «Battle of Poseidon» | 7:17         |
| 8.                  | «Pirates»            | 4:56         |
| 9.                  | «Known Better»       | 4:41         |
| 10.                 | «The Race»           | 5:12         |
| 11.                 | «The Legionery»      | 5:17         |
| Общая длительность: | Общая длительность:  | 38:07        |

## Участники записи
- Эфтхимиос Иоаннидис — вокал;
- Аксель Юлиус — электрогитара;
- Андреас Зайдлер — электрогитара;
- Джонатан Селль — бас-гитара;
- Патрик Клозе — ударные.
- Дирк Бисген — клавишные.
- Продюсер — Аксель Юлиус;
- Мастеринг — Сванте Форсбек.